# 罗庄子镇
罗庄子镇，是中华人民共和国天津市蓟州区下辖的一个乡镇级行政单位。
2020年7月，全国爱卫会命名罗庄子镇为2017-2019周期国家卫生乡镇。

## 行政区划
罗庄子镇下辖以下地区：
杨庄村、翟庄村、三道岭村、城下村、青山村、花果峪村、杨家峪村、王庄子村、上白峪村、桑园村、泥河村、罗庄子村、二十里铺村、闪坡岭村、磨盘峪村、偏桥子村、骆驼安村、旱店子村、洪水庄村、赵家峪村、清水泉村、南车道峪村、兴隆堡村、铁岭子村和和平村。